# Сулименко Петро Степанович
Петро́ Степа́нович Сулиме́нко (* 16 (29) липня 1914, Єкатеринодар, нині Краснодар — † 10 липня 1996, Київ) — український живописець (мариніст, жанрист, портретист). Заслужений діяч мистецтв УРСР (1974).

## Біографічні відомості
1947 року закінчив Київський художній інститут (нині НАОМА — Національна академія образотворчого мистецтва і архітектури; навчався від 1939 року — з перервами). Учень Костянтина Єлеви і Олексія Шовкуненка).
Нагороджено орденом «Знак Пошани».

## Творчість
Основні твори, присвячені обороні Севастополя і мариністичній тематиці («Чорне море», 1953), зберігаються у Севастопольському музеї.
Серед творів:
- «Безсмертний подвиг севастопольців» (1947),
- «Прапор Перемоги» (1949),
- «Севастополь наш!» (1960),
- «Гвінейські дівчата» (1961),
- «Матроси Жовтня» (1963),
- «У розвідку» (1965),
- «Під залп „Аврори“» (1969),
- «Тиша» (1971),
- «В ім'я Батьківщини» (1973),
- «Безсмертя» (1975),
- «Весна» (1977),
- диптих «Війна і мир» (1981),
- «Моє дитинство» (1991).